# Tři esa
Tři esa (v originále Brelan d'as) je francouzský hraný film z roku 1952, který režíroval Henri Verneuil. Jedná se o povídkový film, kde vystupují tři románoví detektivové: inspektor Wens, Lemmy Warning a komisař Maigret. Snímek měl světovou premiéru 12. září 1952.

## La Mort dans l'ascenseur

### Děj
Policejní inspektor Wens odhalí viníka dvou spáchaných vražd.

### Obsazení
| Raymond Rouleau  | inspektor Wens   |
| Maurice Teynac   | Heldinge         |
| Jacqueline Porel | Denise           |
| Arlette Merry    | Florence Garnier |
| André Dalibert   | komisař Malaise  |
| René Génin       | domovník         |

## Je suis un tendre

### Děj
Agent FBI Lemmy Warning, kterého se  snaží svést Michèle Leroy, vyšetřuje velkou krádež šperků.

### Obsazení
| John Van Dreelen    | Lemmy Caution     |
| Inge Landgut        | Gisella Hauptmann |
| Nathalie Nattier    | Michèle Leroy     |
| Reinhard Kolldehoff | Hartner           |
| Pierre Sergeol      | Leblond           |
| Georges Tabet       | Hubert            |

## Les Témoignages d'un enfant de chœur

### Děj
Ministrant Justin, když jde sloužit mši, se stane se svědkem vraždy. Případ má na starosti komisař Maigret.

### Obsazení
| Michel Simon       | komisař Jules Maigret     |
| Christian Fourcade | ministrant Justin         |
| Claire Olivier     | paní Maigretová           |
| Jérôme Goulven     | starožitník Simon Lesueur |
| Louis Blanche      | soudce v důchodu          |
| Alexandre Rignault | inspektor Janvier         |
| Henri Marchand     | kněz                      |